# Peter Karlotus
Peter Karlotus (Frans: Pierre Charlot; 1205/1209 - 9 oktober 1249), was een buitenechtelijke zoon van de Franse koning Filips II Augustus. Zijn moeder was vermoedelijk een edelvrouw uit Arras ("dame d'Arras").
Hij werd door de koninklijke kapelaan Willem de Bretoen opgeleid. Deze noemde hem in zijn rijmkroniek (Philippidos): Petro Karloto Philippi regis Francorum filio ("aan Peter Karlotus zoon van Filips koning van de Franken/Fransen"). Peter had als tweede naam de verkleinvorm van die van Karel de Grote en was hiermee de eerste uit het Huis Capet om deze naam te dragen. Zijn vader wist van paus Honorius III zijn legitimering en de belofte van een kerkelijke carrière gedaan te krijgen. Hij was eerst schatmeester van het klooster van Saint-Martin de Tours, voordat hij in 1240 tot bisschop-graaf van Noyon werd verkozen. Hierdoor werd hij ook tot de rang van het pair van Frankrijk verheven.
Peter nam aan de Zesde Kruistocht van zijn neef, koning Lodewijk IX, deel. Matthew Paris berichtte over zijn overlijden wanneer zijn schip bij de overtocht van Cyprus naar Damietta aan de kust van Egypte schipbreuk leed. Zijn hart werd in de kathedraal van Noyon bijgezet.

## Referentie
- Dit artikel of een eerdere versie ervan is een (gedeeltelijke) vertaling van het artikel Peter Karlotus op de Duitstalige Wikipedia, dat onder de licentie Creative Commons Naamsvermelding/Gelijk delen valt. Zie de bewerkingsgeschiedenis aldaar.